# 後楽園

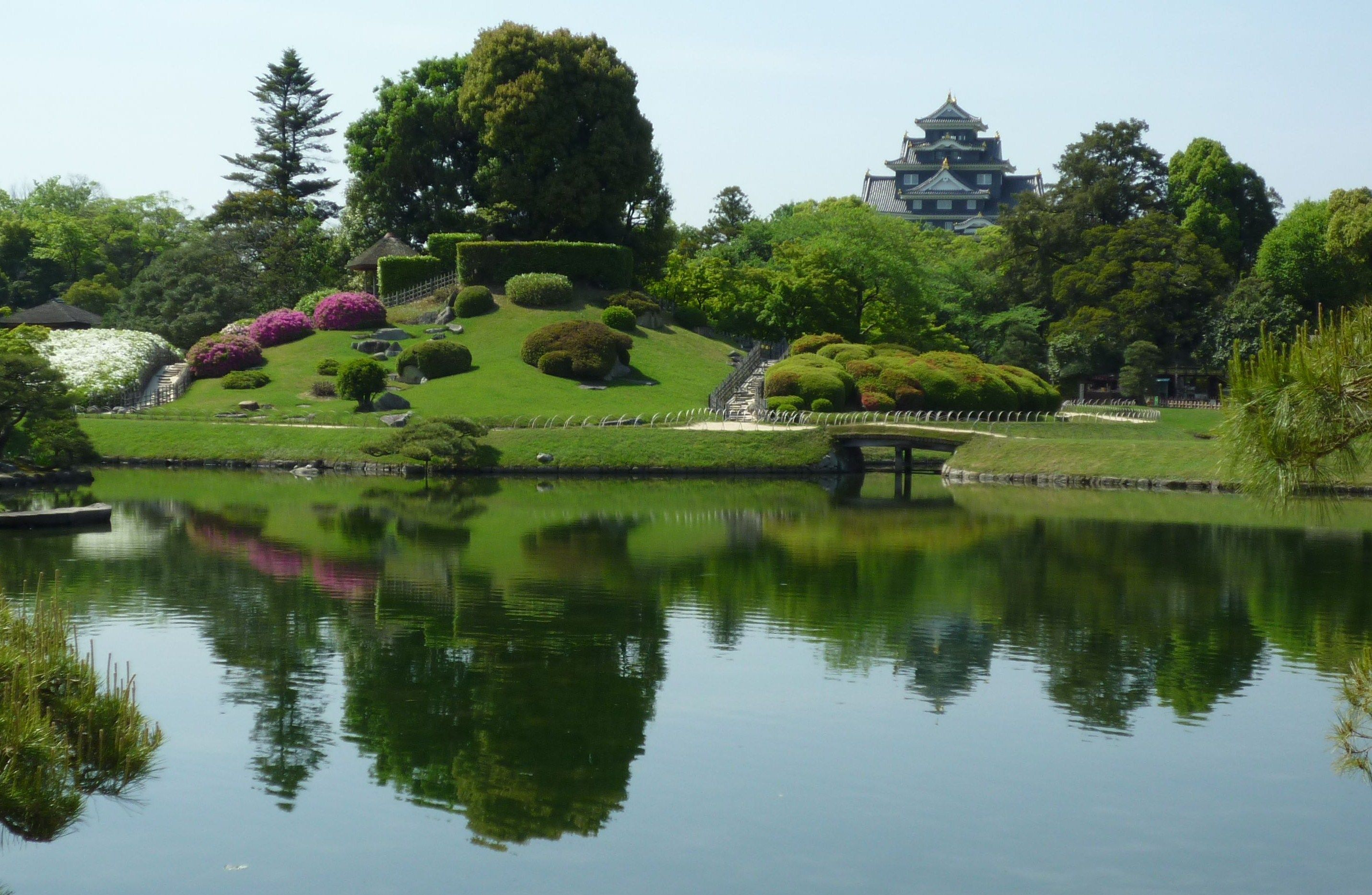
後楽園から岡山城を望む

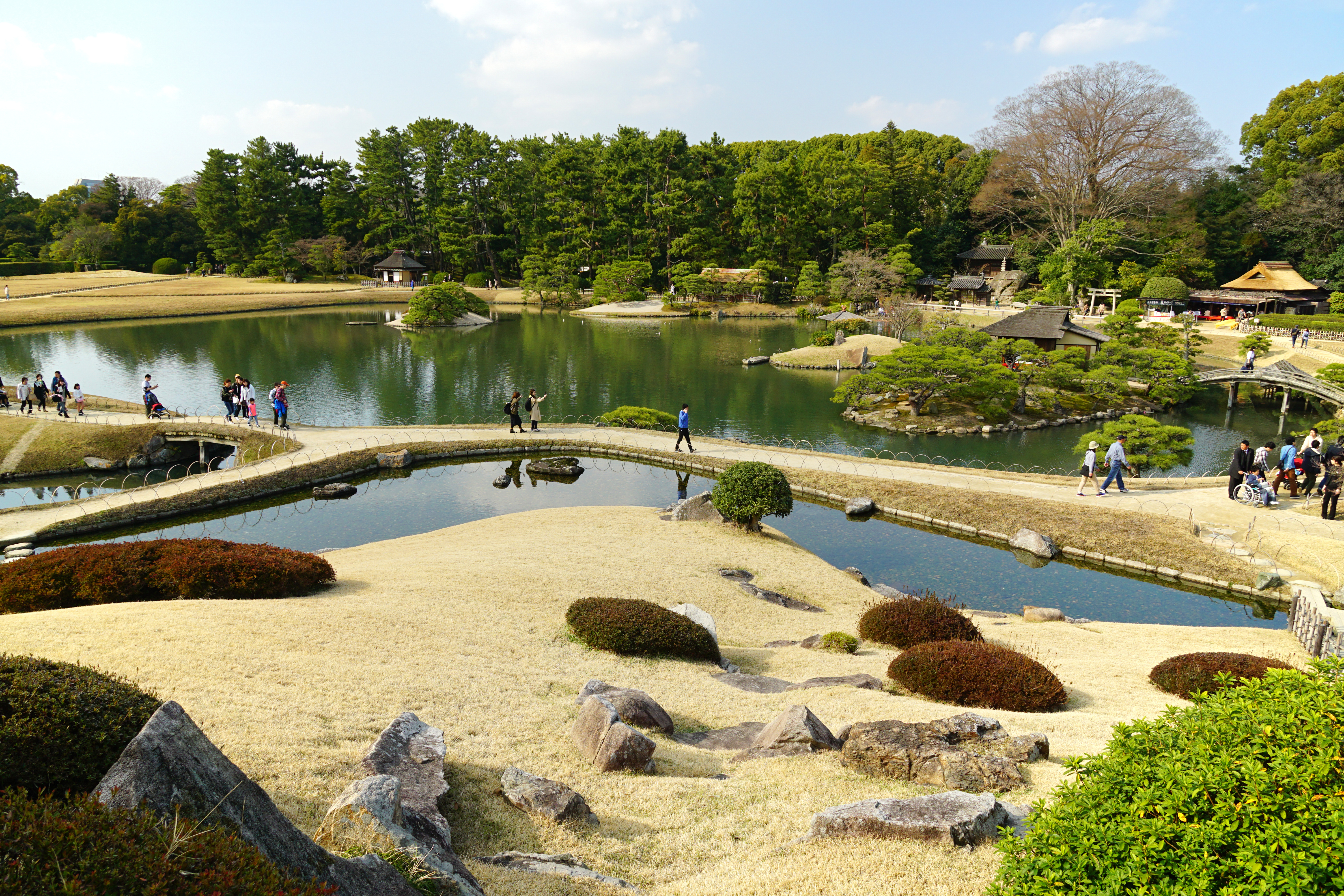
唯心山から沢の池を望む

後楽園（こうらくえん）は、岡山県岡山市北区後楽園にある日本庭園（大名庭園）で、日本三名園のひとつである。
江戸時代初期に岡山藩主・池田綱政によって造営された、元禄文化を代表する庭園で、国の特別名勝に指定されている。面積は14.4ha。

## 概要
後楽園は岡山藩主・池田綱政が岡山郡代官・津田永忠に命じて造らせたもので、1687年（貞享4年）に着工し14年の歳月をかけ1700年（元禄13年）に完成した。岡山市内を流れる旭川をはさみ、岡山城の対岸の中州に位置する。藩主が賓客をもてなした建物・延養亭（えんようてい）を中心とした池泉回遊式の庭園で岡山城や周辺の山を借景としている。江戸時代には延養亭を茶屋屋敷、庭園を後園または御後園と呼んでいた。1871年（明治4年）、園内を一般開放するにあたって、これを後楽園と改めた。
同園は岡山県が所有管理するが、管理業務については県の外郭団体である公益財団法人岡山県郷土文化財団が県からの受託業務として行っている。
町丁名の「後楽園」は本園が所在する中州のみを町域としている。郵便番号は703-8257（岡山東郵便局管区）。

## 歴史

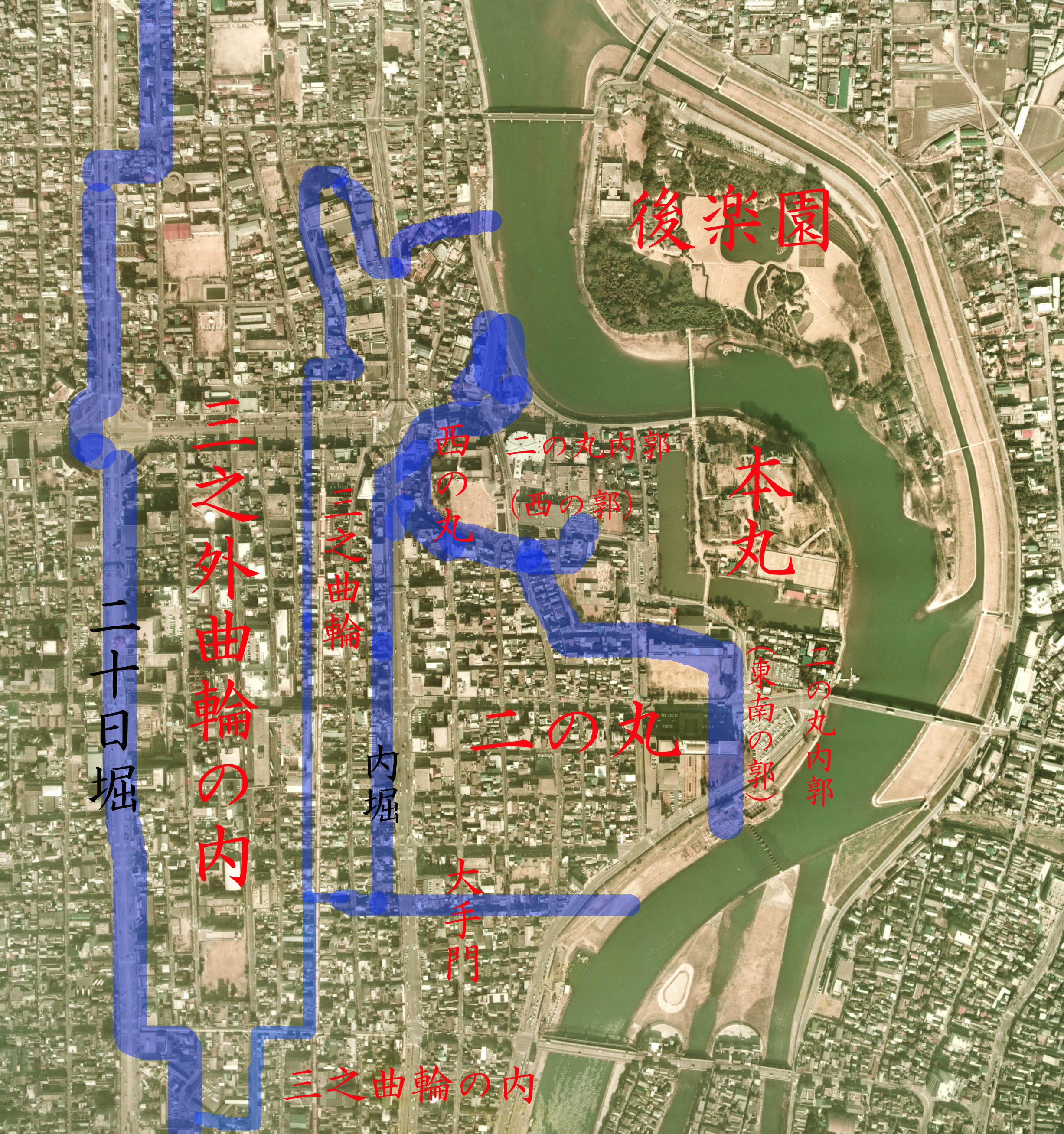
岡山城の縄張り
1974年度・国土航空写真より

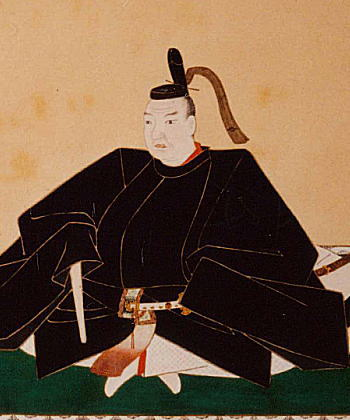
池田綱政

### 築庭の経緯
現在、後楽園から旭川を隔てて南にある岡山城は1597年（慶長2年）、豊臣家五大老の一人で、時の岡山藩主であった宇喜多秀家が旭川の流域にあった「岡山」という小高い山を利用して築城したものである。この時、旭川を城および城下町の防御を固めるための堀の代わりとして用いるために、旭川の流路を岡山城の手前で大きく東方へ曲げて城の北東面に沿わせ、さらに南流するように変えたのである。これにより、城と城下町の防御は強固なものとなったが、あまりに不自然な流路となったため、以後、岡山城下はたびたび洪水に悩まされることになる。
藩主の座は宇喜多氏の後、小早川氏から池田氏へと移り変わり、4代目の池田綱政の治世となる。
池田綱政は父・光政に見出されていた津田永忠を登用し、度重なる洪水の被害に疲弊していた岡山藩の財政再建のために新田開発はもとより、放水路・百間川の開削などの抜本的な洪水対策を行い、藩の財政を再建させた。1686年（貞享3年）ごろに百間川が完成し、藩の財政にも余裕が生じてきたため、綱政は永忠に命じて城北側の旭川沿い低湿地および宇喜多秀家によって集められた小姓たちが居住していた「小姓町」に自らの休息のための庭園を造るよう命じた。岡山藩士・斎藤一興の『池田家履歴略記』には「曹源公（＝綱政）御遊休の園をひらかれんため簸川（ひのかわ、＝京橋川）の東、御野郡・上道郡の内にて、御野郡は浜村の内上道郡は国富村の内、城北にあたって其の地を卜せられ、津田重次郎（＝永忠）諸事奉行し……」とある。
池田家史料によると、1687年（貞享4年）12月に着工し（鍬始め）、翌1688年（元禄元年）には本格的な土木工事にとりかかり、次々と園内の建造物や植栽が完成していった。藩主・綱政は岡山在城中に足しげく庭園に通い、工事開始4年後の1691年（元禄4年）には、完成したばかりの延養亭で綱政が永忠ら工事に携わっている家臣の労をねぎらって園内で宴を催していることからも、この時点で綱政が満足できる出来栄えになっていたとみられる。途中、洪水の被害を受けて施設の建て替え等を余儀なくされたが、その後も庭園の拡張や新たな施設の建築が行われ、1700年（元禄13年）に一応の完成をみる。
なお、庭園は工事が始まった当初は「御菜園」、「御菜園塚」などと呼ばれていたが、1695年（元禄8年）頃には城の背後にあることから「御後園」または「後園」と呼ばれるようになった。

### 幕末まで

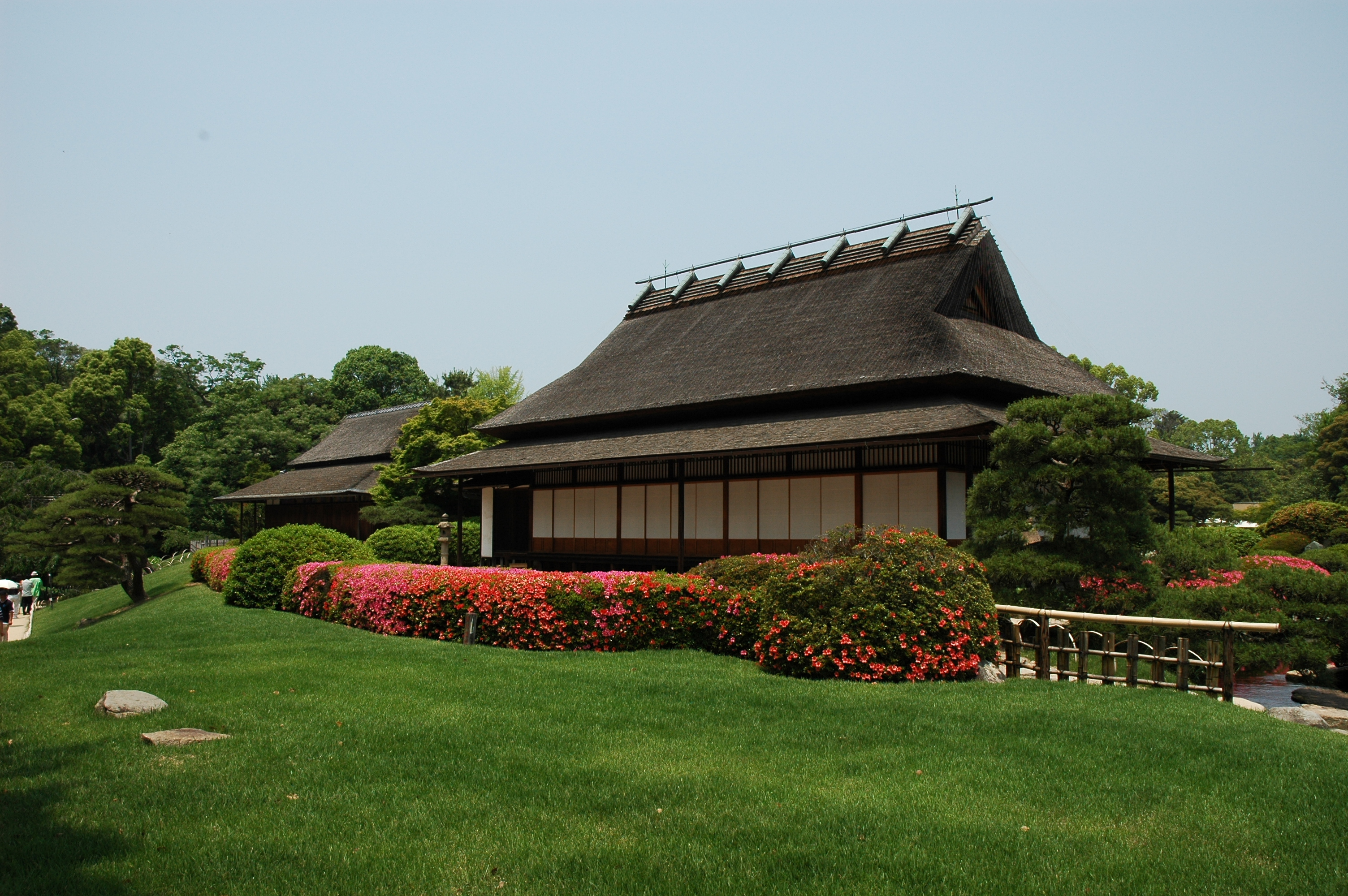
延養亭

御後園の管理には専門の奉行職が設けられて徹底した管理が行われ、園内は時の藩主の好みによってところどころ変えられていった。また、当初の園内は綱政が田園風景を好んでいたため、田んぼや畑が多く配置されていたが、1771年（明和8年）に藩が財政難に見舞われ、藩主・池田治政が経費節減のために芝生を植えさせ、次第に現在のような景観に変化していった。
御後園には藩主が岡山在城中に休息のために度々訪れていたが、幕府が大名の生活を厳しく監視していたため、他藩の藩主や客人等が岡山に来訪した時には御後園は用いられず、すべて岡山城内で接待していた。御後園で岡山藩主が客人らをもてなすようになったのは、幕府の力が衰えた幕末になってからで、1830年（天保元年）と1838年（天保9年）に9代藩主・池田斉敏が実の父親で薩摩藩主であった島津斉興をもてなした記録がある。また、日を定めて藩内の人々を対象に園内の公開が行われていた。

### 明治以降

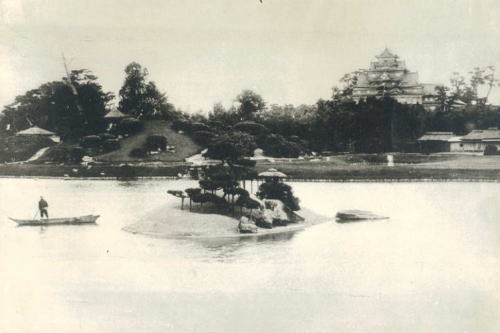
1907年（明治40年）頃の後楽園

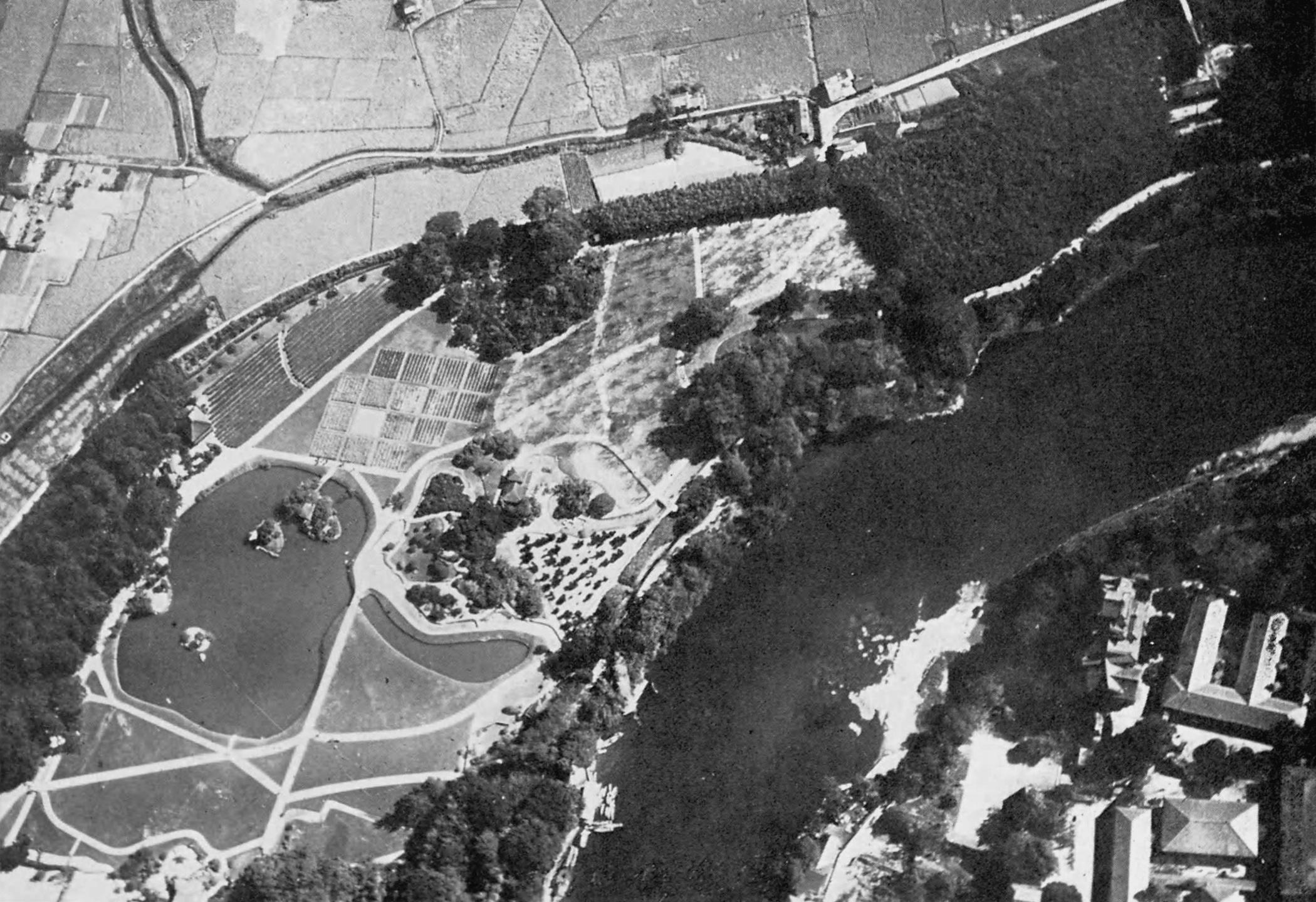
後楽園の航空写真（1931年）

1869年（明治2年）の版籍奉還によって御後園は岡山城とともに一時的に明治新政府の手に渡った。翌1870年（明治3年）11月に御後園は再び岡山藩の所有となり、1871年（明治4年）2月7日に藩知事に就任していた池田章政が日を限って一般に開放した。この時、「御後園」の名称を中国・宋の范仲淹が著した『岳陽楼記』にある「先憂後楽」（「先天下之憂而憂、後天下之楽而楽」）からとって「後楽園」と改めた。
しかし、それまで池田家の居住していた岡山城が兵部省管轄下になり、居住場所を失ったため、同年7月14日には嶺泉院（9代藩主・池田斉敏夫人）、10代藩主・池田慶政夫妻らが後楽園に移住することとなった。
その後、1882年（明治15年）に多額の負債を抱え財政的に苦しかった池田家は当主の章政が岡山県に後楽園を土地は無償で、建造物と樹石は有償で譲渡することを打診した。1883年（明治16年）12月22日から27日にかけて開催された県会では反対派の議員から後楽園に県有とするだけの価値があるかどうか疑問の声が上がり、後楽園買収の議案はいったん否決されたものの、後楽園の文化的価値や観光地としての価値を再検討した結果、1万2500円で買い取ることを決定した。
後楽園はこの後、岡山県庁の付属地として扱われ、1884年（明治17年）に一般に広く公開されるようになり、「日本三名園」の一つとして挙げられ多くの人々で賑わっていた。
こうして明治以降も江戸期の姿をそのままにとどめていた後楽園であったが、太平洋戦争中の1940年代前半には食糧事情の悪化に伴い、園内の芝生部分がイモなどの畑に転換され、さらには1945年（昭和20年）6月29日の岡山空襲により、延養亭など江戸期から残されていた園内の建造物の多くが焼失した。
終戦後の1947年（昭和22年）頃には進駐軍の宿舎として使用され、園内には花葉の池の北に25メートルプールが造られていた。進駐軍の撤退後は再び岡山県の所有となり、およそ2億円の費用を投じて園内を本来の景観に復元。1954年（昭和29年）6月1日からは有料として一般に公開されるようになった。1967年（昭和42年）に園内の全ての建造物の復元が完了し、後楽園は往時の姿を取り戻した。

### 年表

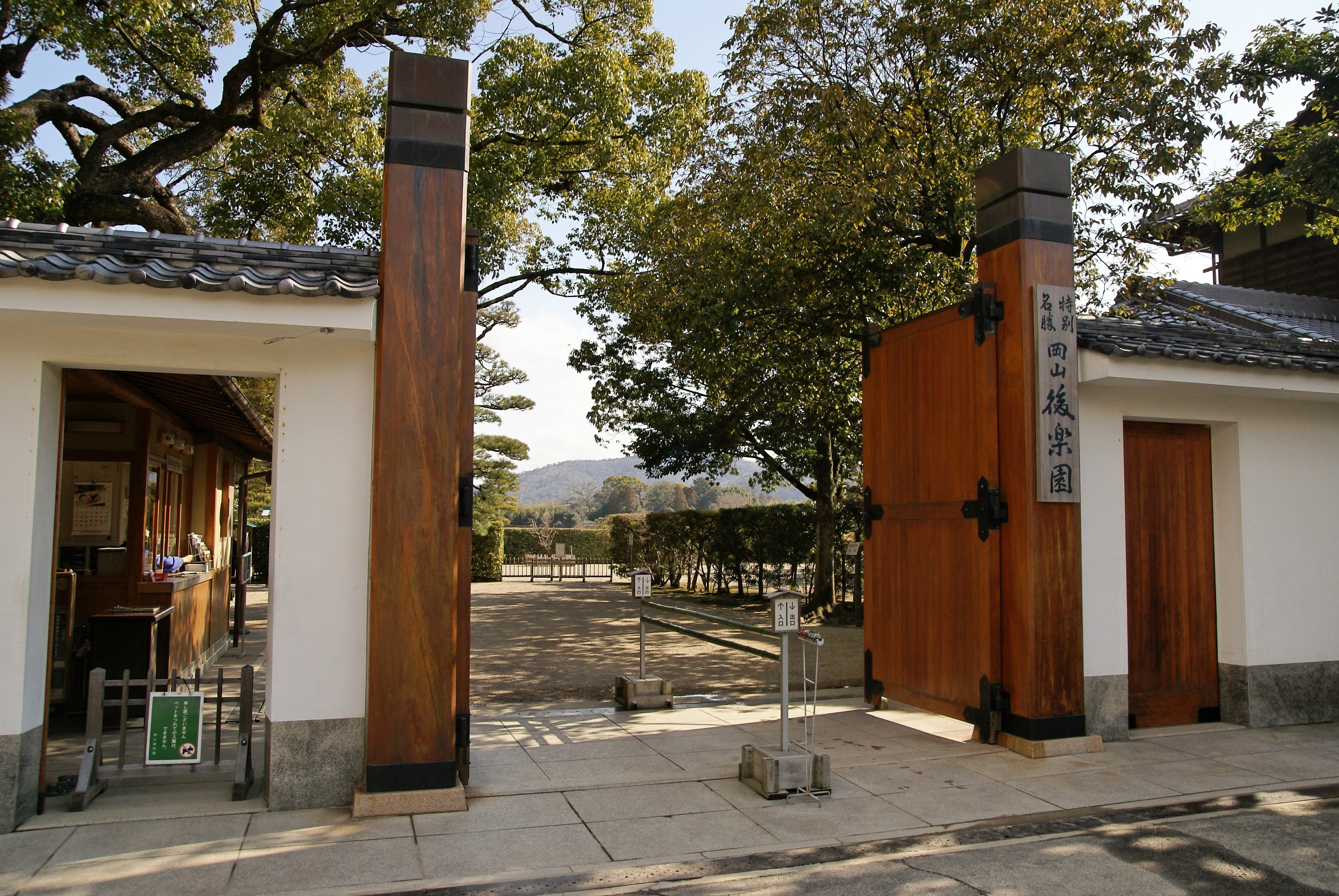
正門

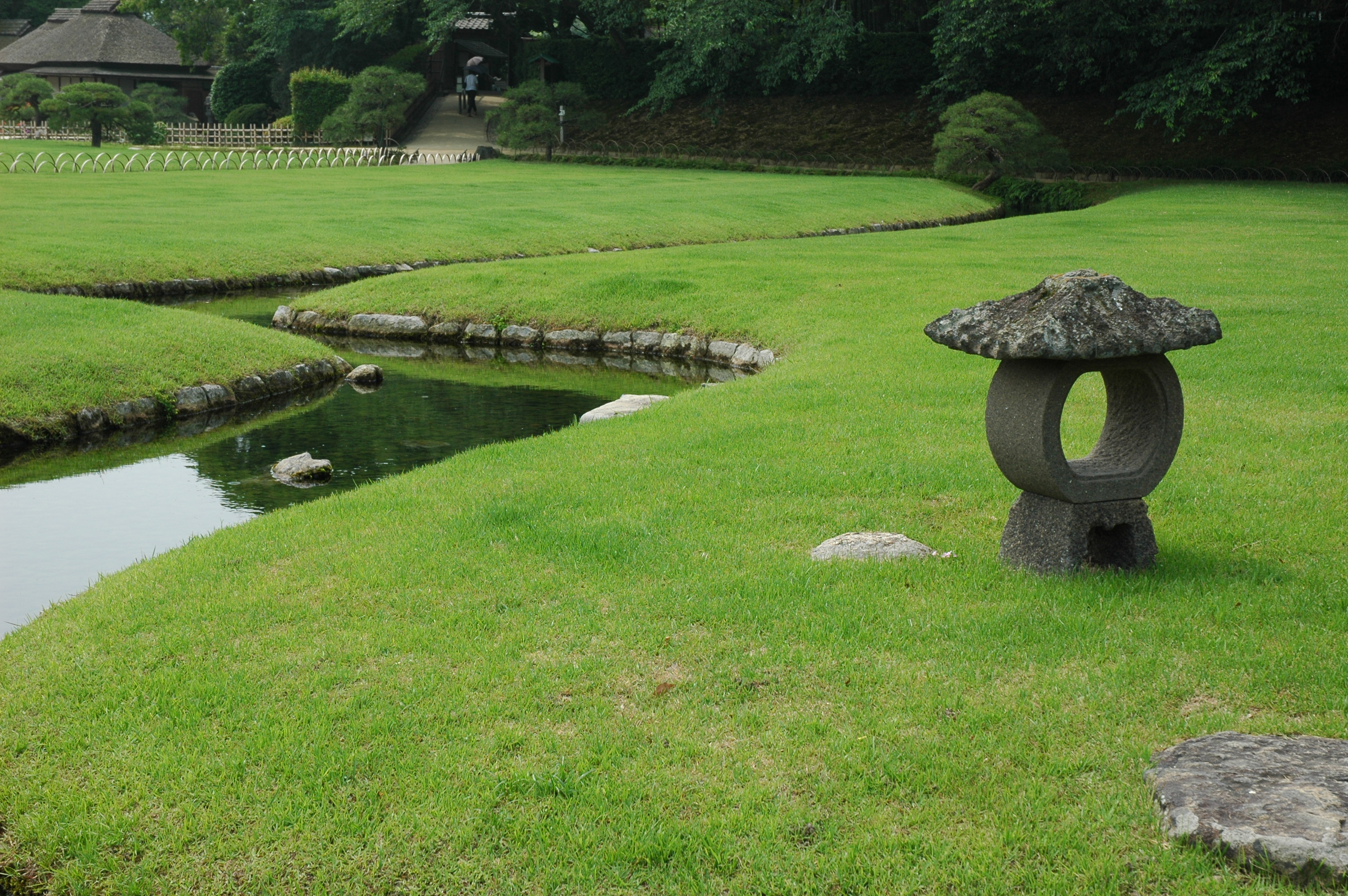
曲水

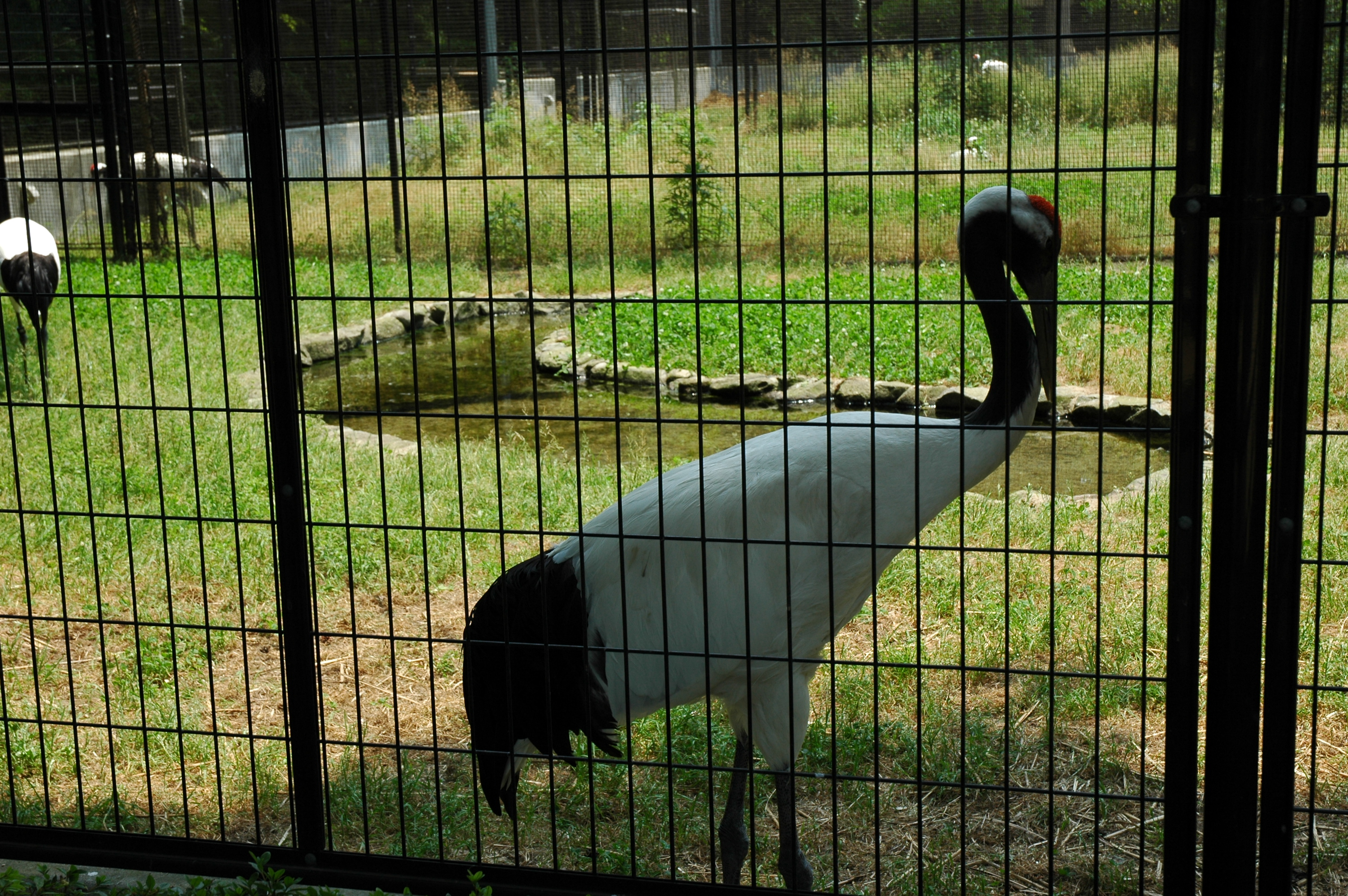
園内で飼育されているタンチョウヅル

- 1687年（貞享4年）:12月、御後園（後楽園）鍬始め。
- 1689年（元禄2年）:6月、菜園場と御茶屋が完成。7月、初の田植え。10月、芝原ができる。
- 1691年（元禄4年）:10月、御茶屋（後の延養亭）が完成。その後も園内各所に御茶屋・小座敷を整備。
- 1694年（元禄7年）:2月、騎射亭の完成。
- 1695年（元禄8年）:11月、渕明堂の完成。このころには「御後園」と呼ばれていたとされる。
- 1696年（元禄9年）:1月、濂渓堂（廉池軒）が完成。2月、観騎亭の完成。
- 1697年（元禄10年）:7月、御舞台の完成。9月、観音堂（慈眼堂）建立遷座。
- 1698年（元禄11年）:1月、水害により損害を受けた延養亭を再建。地蔵堂と境沢（沢の池）の中島に弁財天堂を建立。
- 1699年（元禄12年）:観音堂および仁王門の完成。延養亭と長屋の建て直し。
- 1700年（元禄13年）:御後園が一応完成する。
- 1707年（宝永4年）:能舞台が完成。
- 1716年（享保元年 :現存する御後園の絵図「御茶屋御絵図」が作成される。
- 1732年（享保17年）:池田継政が2代目能舞台を造る。
- 1743年（寛保3年）:この頃までに唯心山およびひょうたん池が完成。
- 1771年（明和8年）:池田治政により園内の田畑が芝生に変えられる。
- 1863年（文久3年）:この頃までに砂利島が半島から島になり、現在の姿になる。
- 1871年（明治4年）:池田章政、御後園を「後楽園」と改める。2月7日に一般公開。7月14日に池田家が移住。
- 1884年（明治17年）: 池田家から岡山県の所有となり一般に公開。
- 1922年（大正11年）:名勝に指定される。
- 1930年（昭和5年）
  - 出石町との間に架かる鶴見橋完成。
  - 11月：県内で陸軍特別大演習が開かれる。後楽園に大本営が設けられ、昭和天皇の行在所（宿泊所）となる[3]。
- 1934年（昭和9年）:室戸台風で被害。[4]
- 1945年（昭和20年）:太平洋戦争時、岡山市が空襲を受けた際に岡山城天守とともに園内の建物も焼失した。
- 1947年（昭和22年）:この頃まで　進駐軍の宿舎として使用される。
- 1949年（昭和24年）:再び岡山県の所有となり、鶴鳴館を山口県岩国市の吉川邸から移築。
- 1952年（昭和27年）:文化財保護法により国の特別名勝に指定される。茂松庵を復元。
- 1954年（昭和29年）:6月1日から一般公開が有料になる。
- 1956年（昭和31年）:かつて岡山に遊学した中国の政治家・郭沫若より2羽のタンチョウヅルを贈られた。これ以降も鶴の飼育が続けられ、元日には園内に放つイベントが催されている。「岡山県自然保護センター」も参照
- 1958年（昭和33年）:能舞台を復元。
- 1960年（昭和35年）:延養亭が再建。
- 1967年（昭和42年）:園内の全ての建物が復元される。
- 2000年（平成12年）:築庭300周年を迎える。
- 2015年（平成27年）:岡山県がスマートフォン向け無料アプリ「岡山後楽園ナビ」の提供を始める[5][6]。

## 施設
- 慈眼堂 : 池田綱政の建立。
- 御野島 : 釣殿がある。
- 中の島 : 島茶屋がある。
- 流店 : 建物内に水路がある休憩所。
- 唯心山
- 地蔵堂
- 茂松庵
- 大立石
- 栄唱橋
- 延養亭
- 平四郎の松
- 鶴鳴館 : 能舞台を備える。

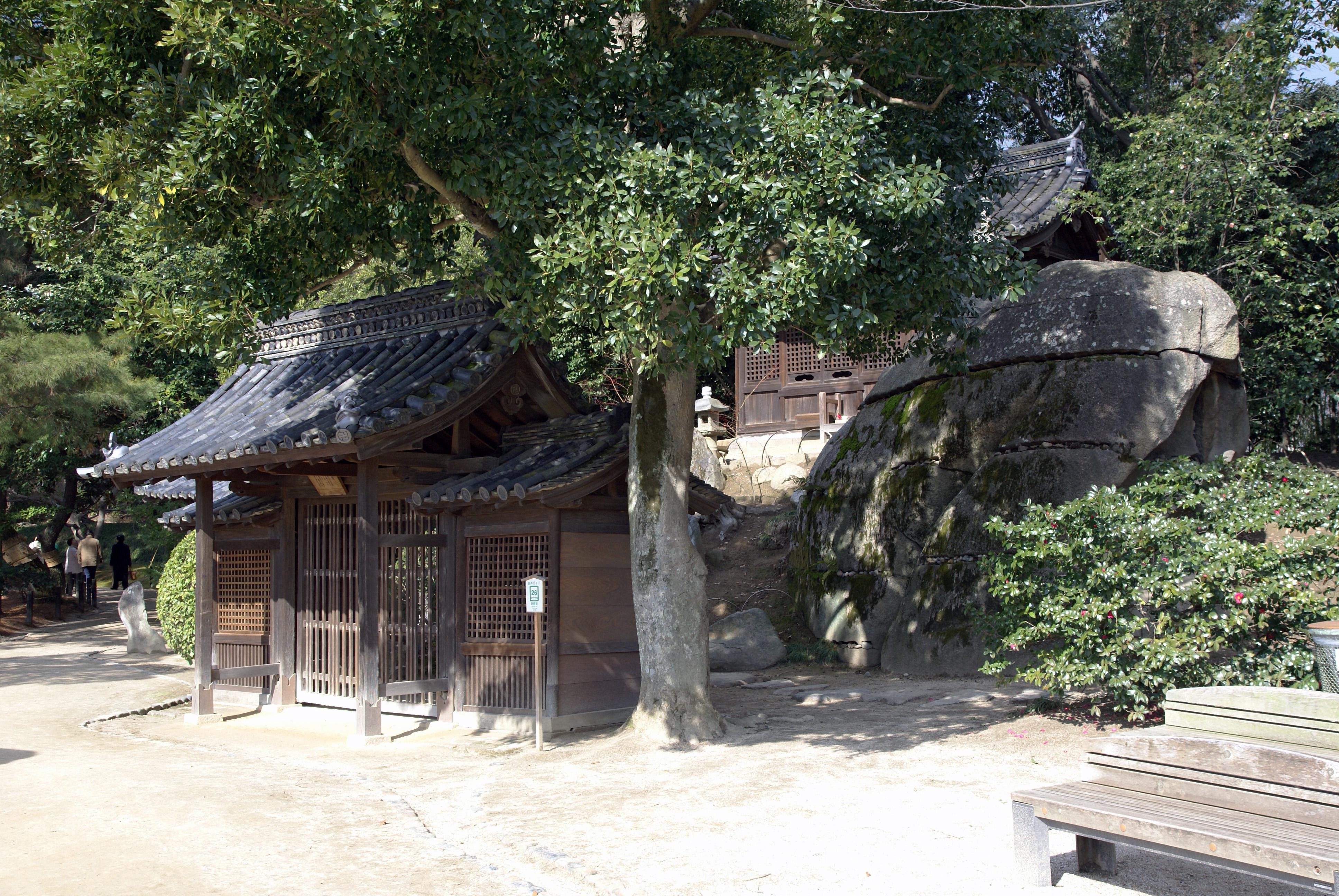
慈眼堂
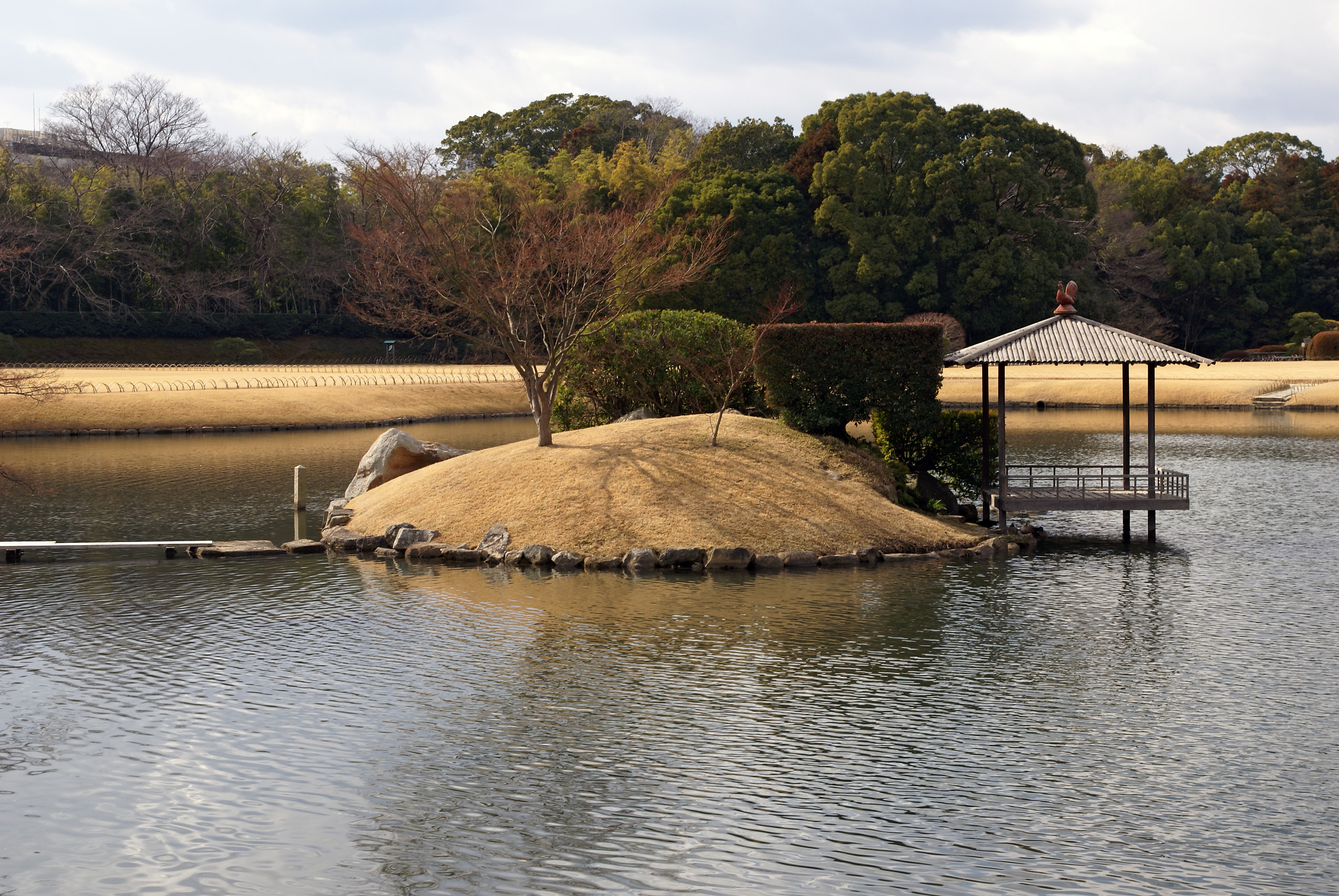
御野島と釣殿
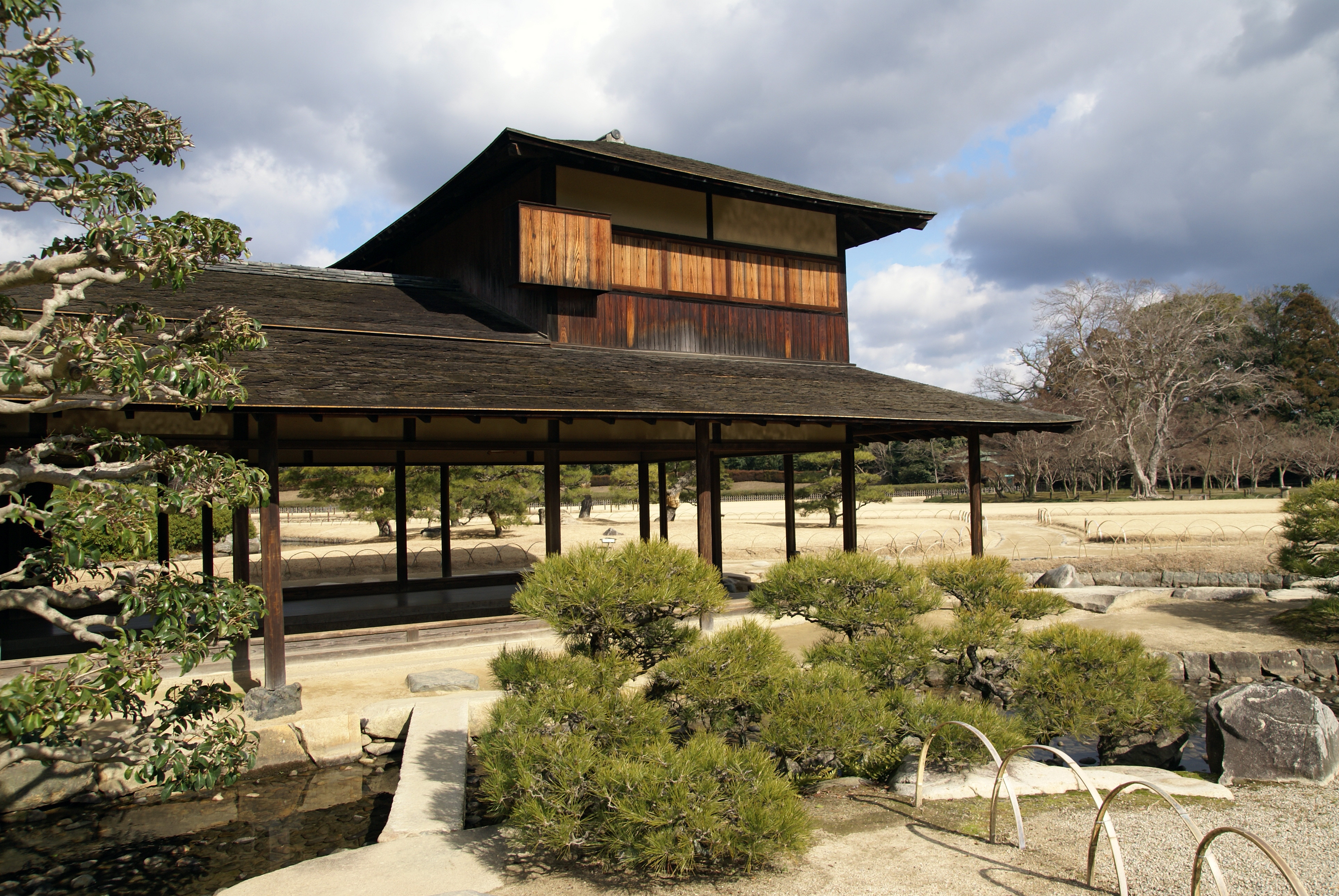
流店
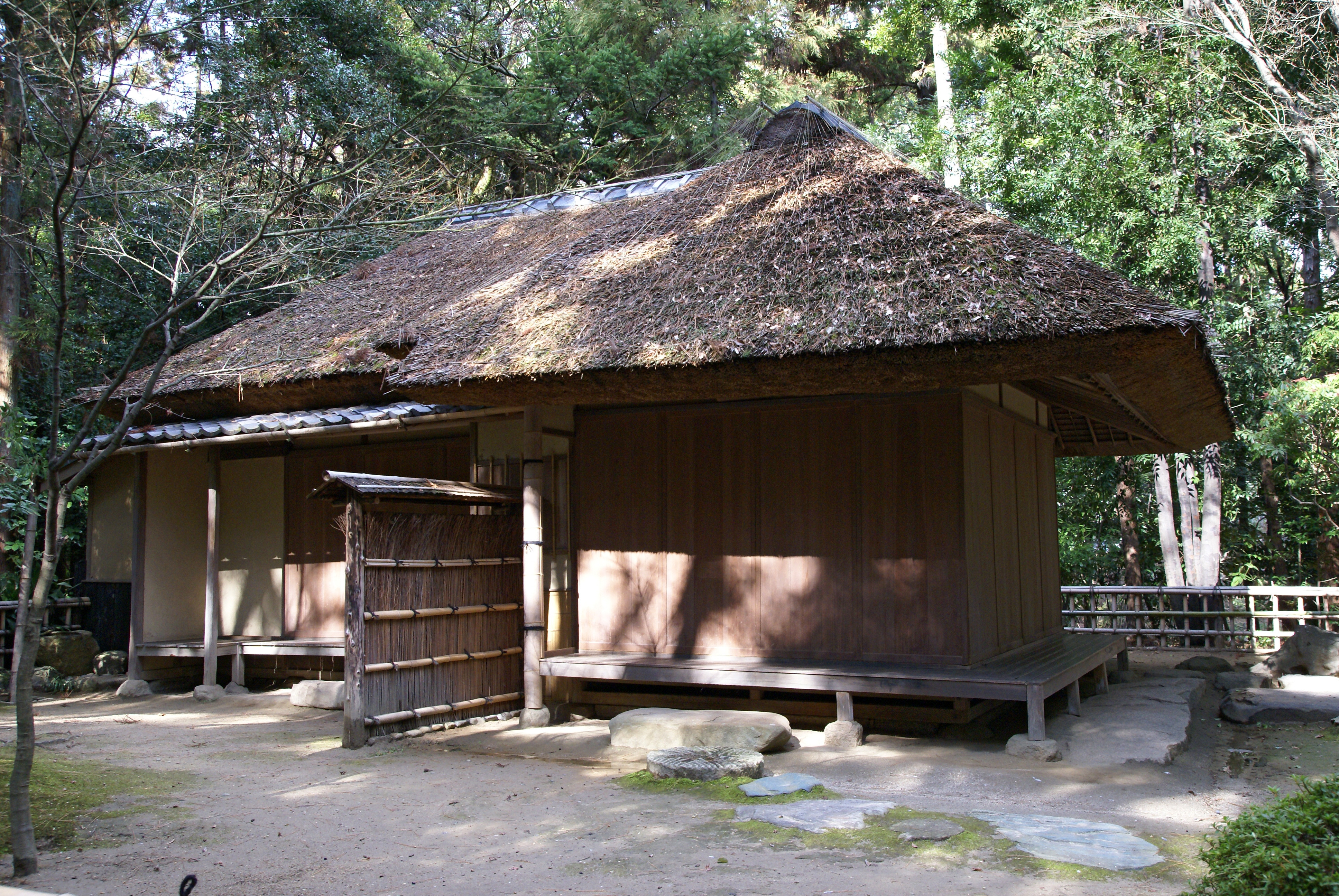
茂松庵
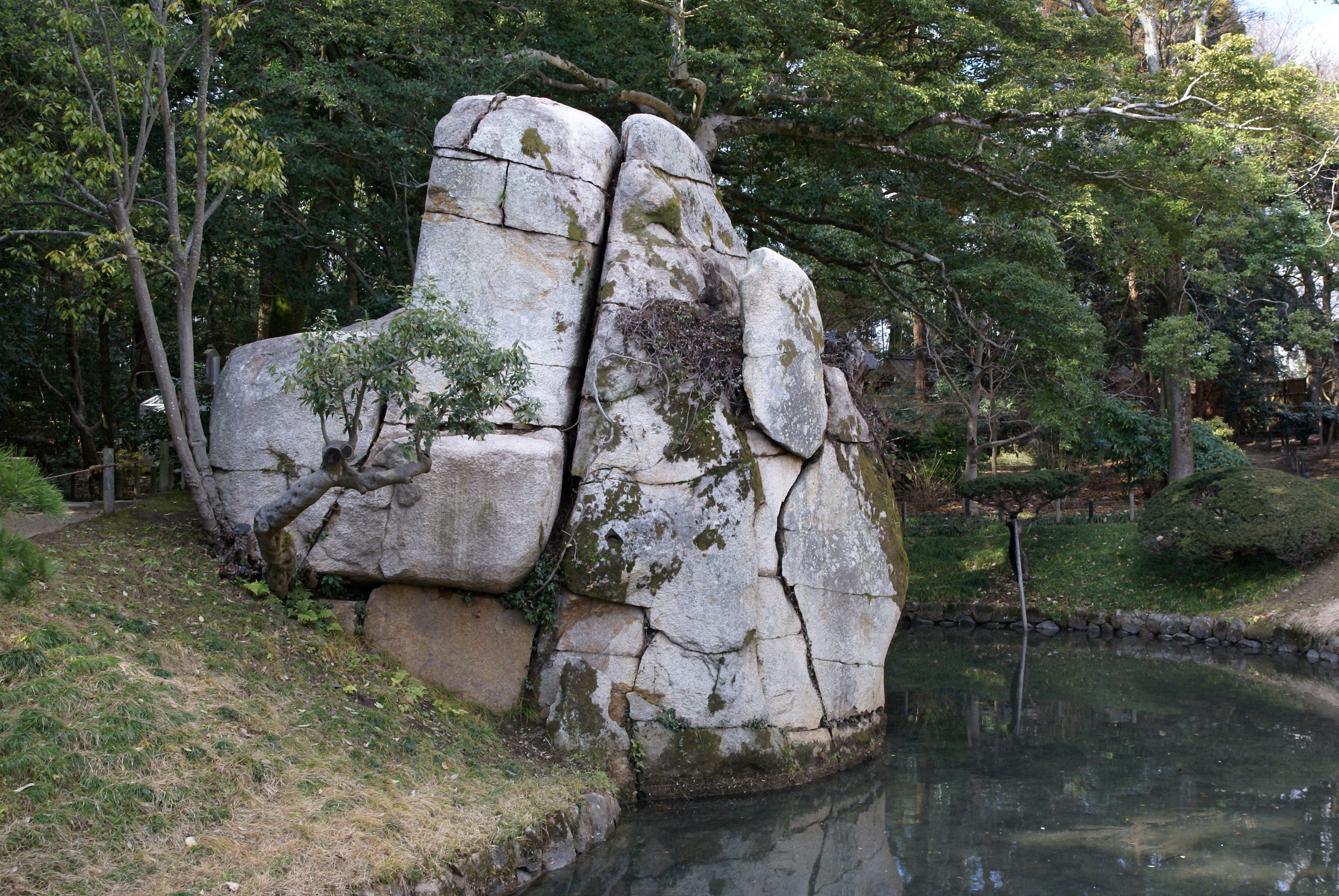
大立石
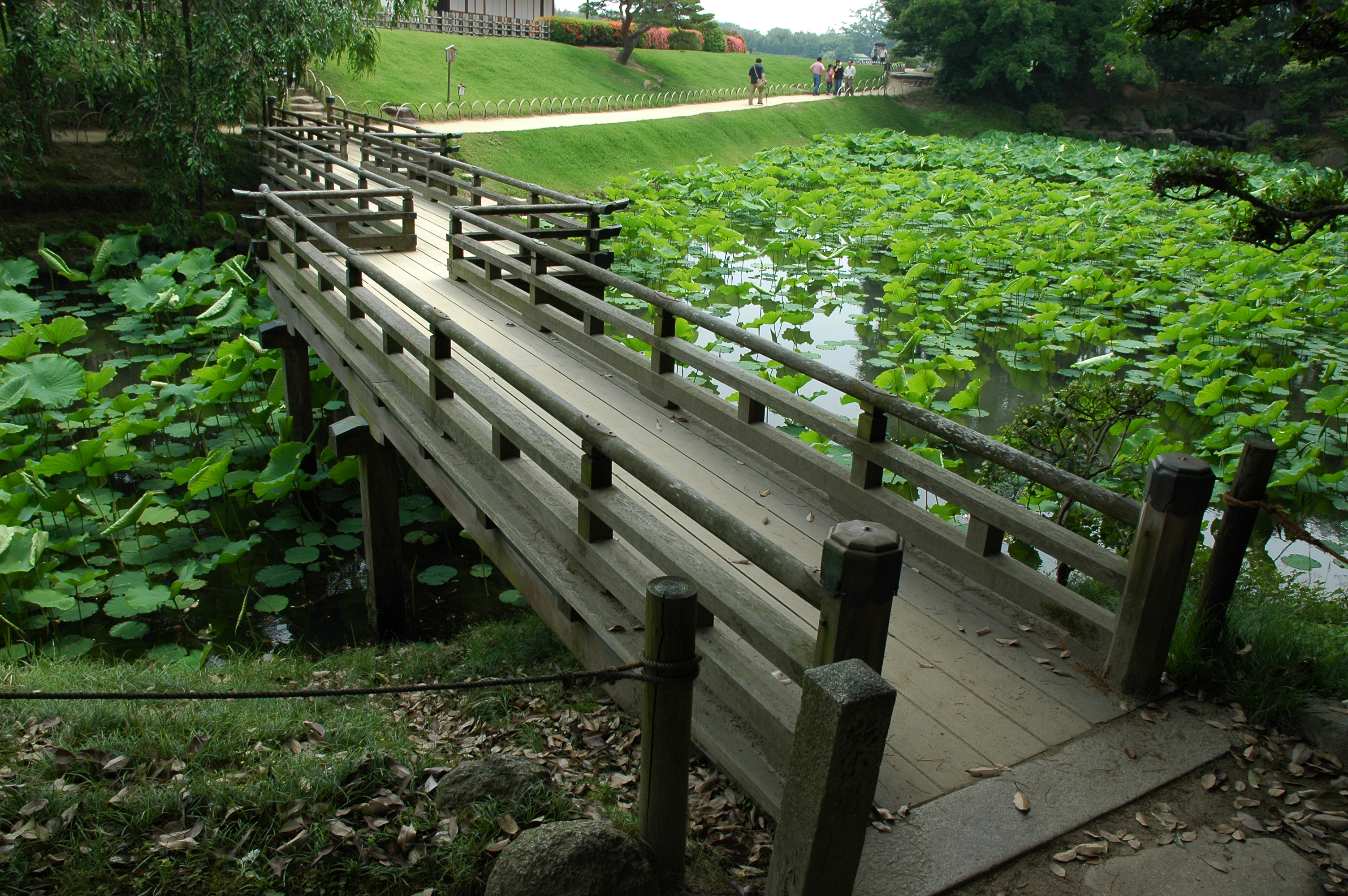
栄唱橋
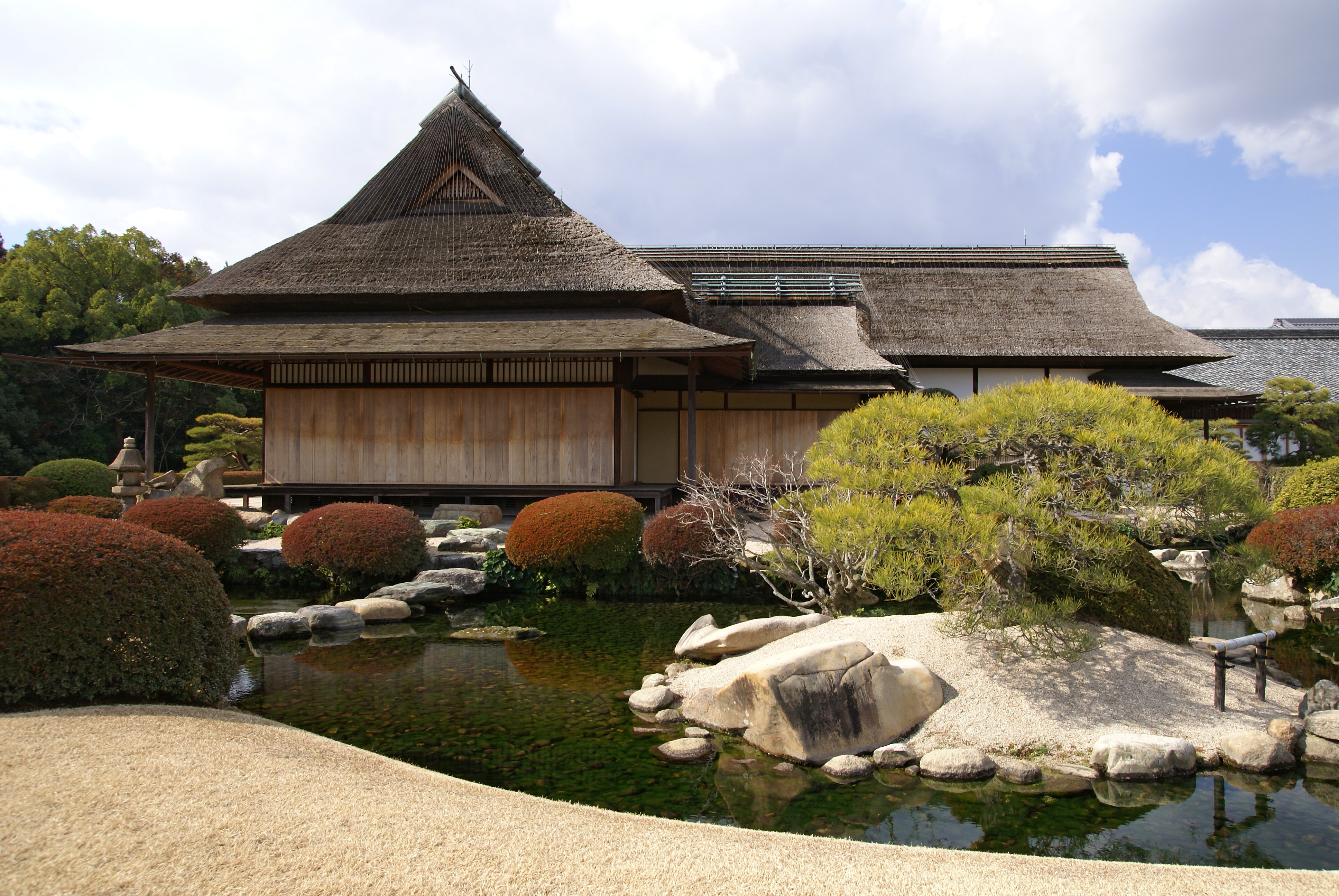
延養亭
平四郎の松
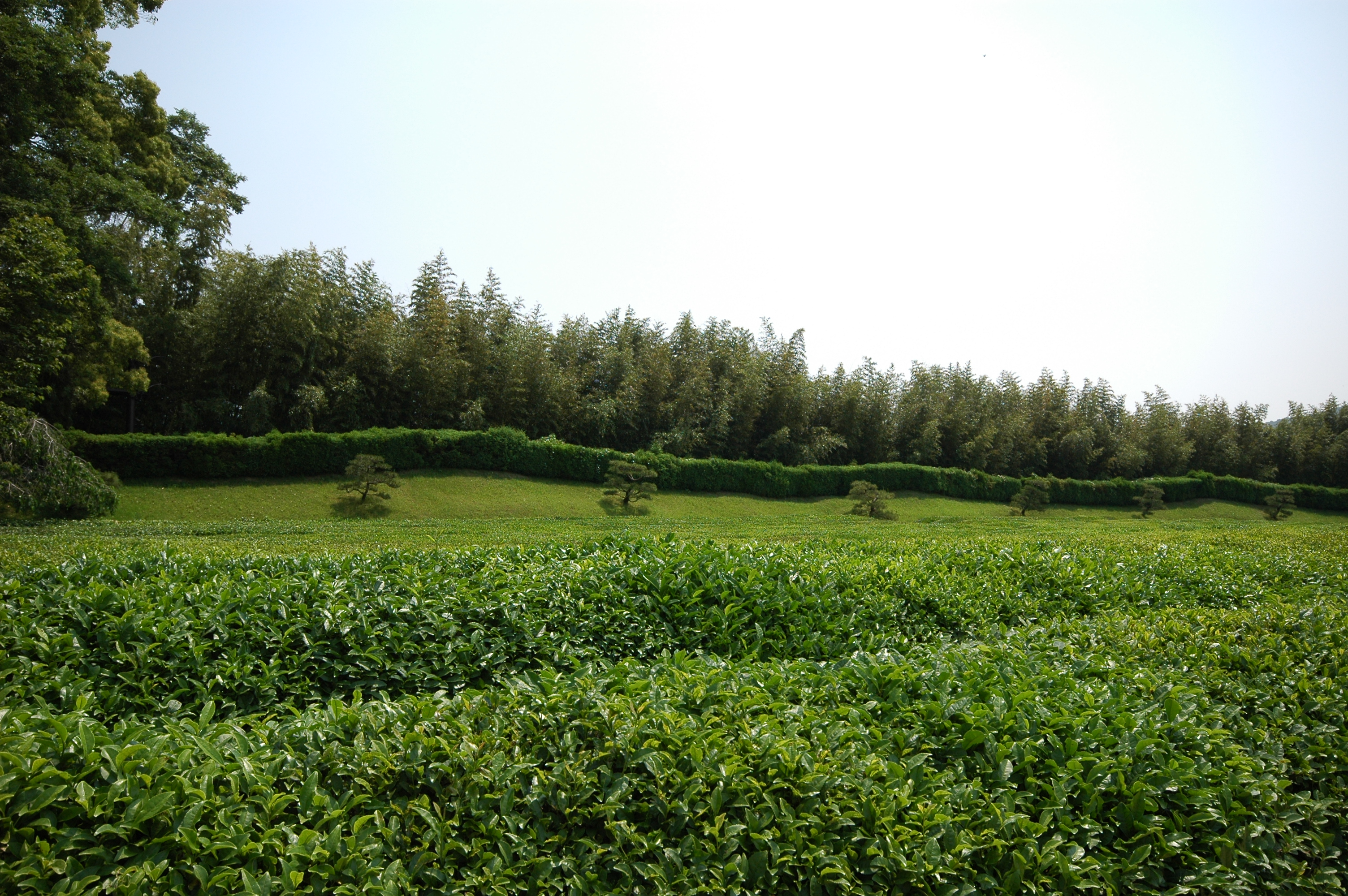
茶畑
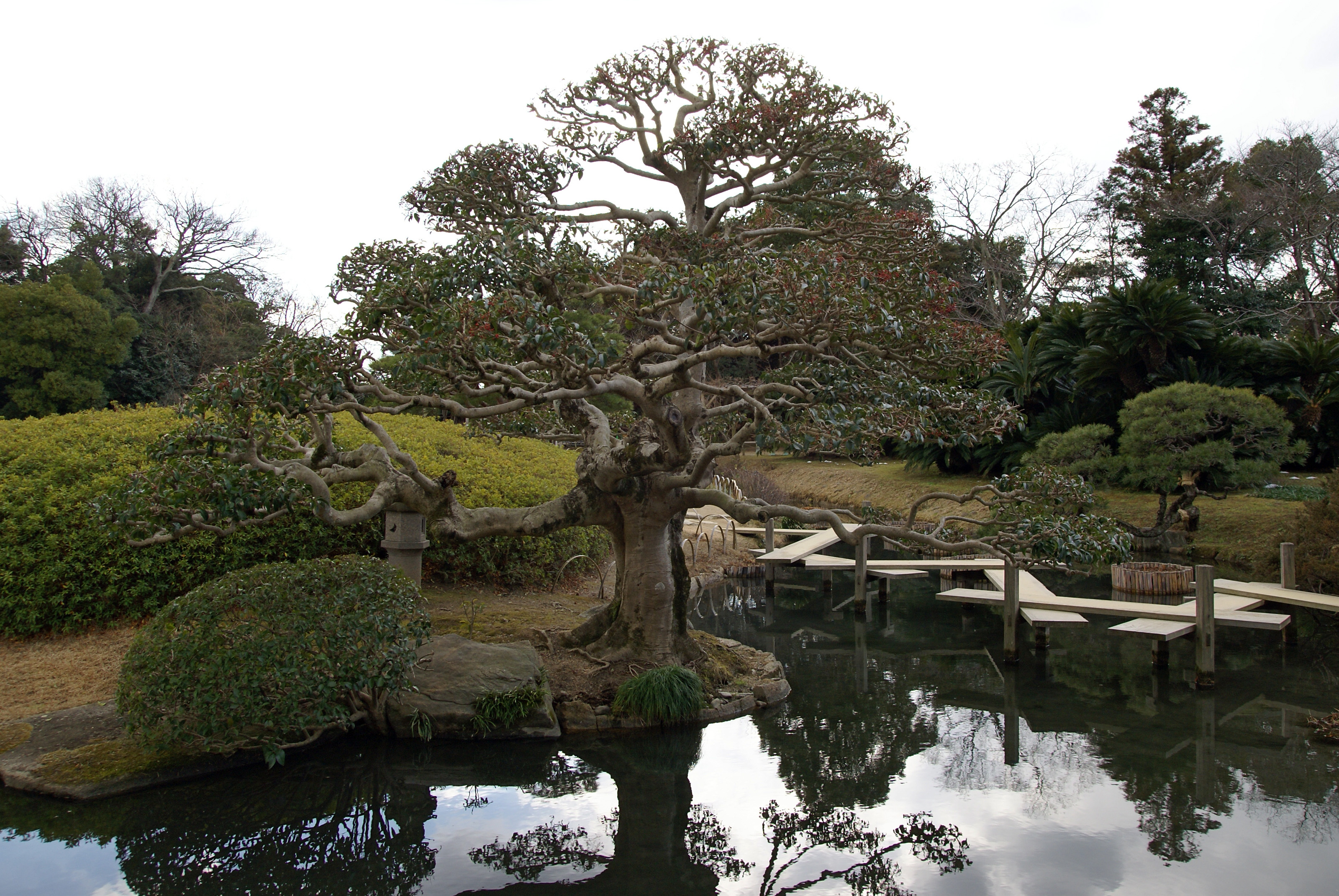
花交の池
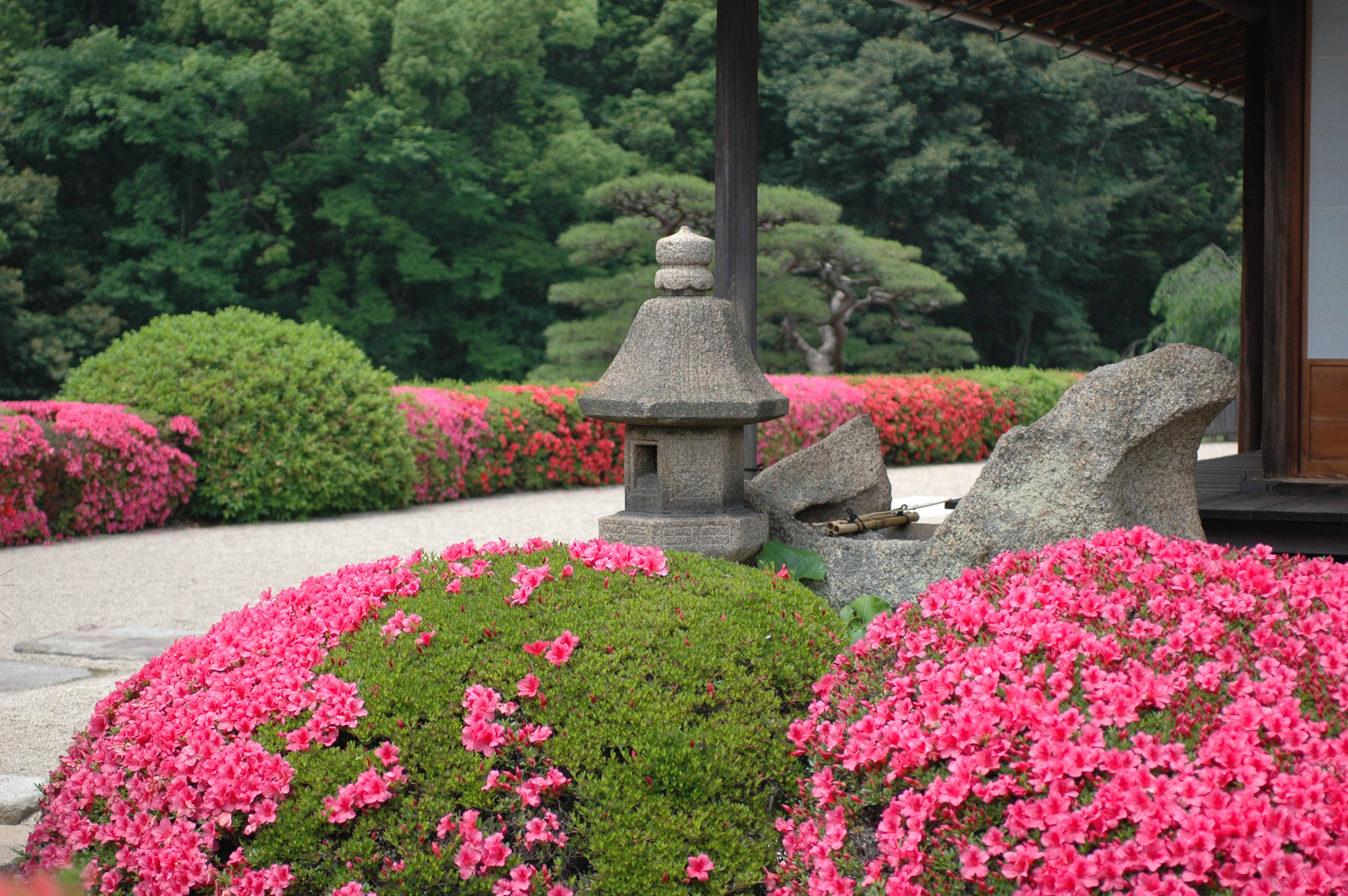
延養亭の軒先に咲くサツキ
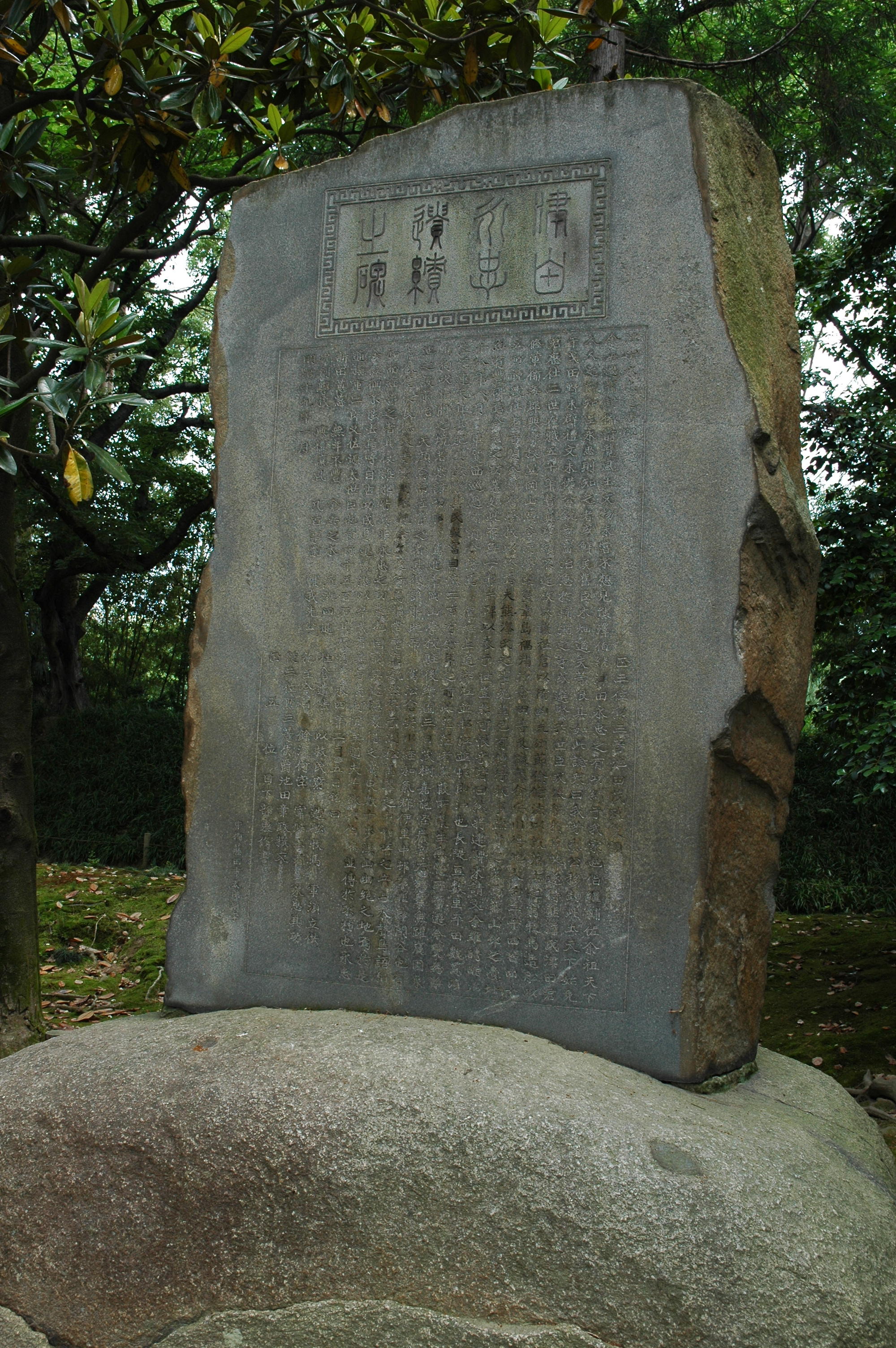
津田永忠遺績之碑

## 交通アクセス
- 西日本旅客鉄道岡山駅前から
  - 路面電車
    - 岡山電気軌道東山本線（1系統）に乗車、城下電停にて下車、徒歩10分。

  - 路線バス
    - 岡電バス 18番・藤原団地行きまたはノンストップ・夢二郷土美術館行きに乗車、「後楽園前」にて下車。
    - 宇野バス 岡山後楽園バス・県立美術館経由岡山後楽園行きに乗車、「岡山後楽園」にて下車。